# 14148 Jimchamberlin
14148 Jimchamberlin è un asteroide della fascia principale. Scoperto nel 1998, presenta un'orbita caratterizzata da un semiasse maggiore pari a 2,3442459 UA e da un'eccentricità di 0,1230082, inclinata di 1,24689° rispetto all'eclittica.